# AA Tauri
AA Tauri ist ein Fixstern im Sternbild Stier. Seine Besonderheit ist, dass in seiner Umgebung – entsprechend der Entdeckung von J. Carr (laut der Zeitschrift Science, Bd. 319, S. 1504) – mit Hilfe des Spitzer-Infrarot-Teleskops Cyanwasserstoff (Blausäure), Acetylen und Kohlendioxid sowie Wasserdampf nachgewiesen werden konnten. Der Stern besitzt somit eine protoplanetare Scheibe aus organischem Material, in der aus der organischen Chemie bekannte, für die Kosmochemie hochinteressante Prozesse einer chemischen Evolution stattfinden (vgl. unter chemische Evolution).
AA Tauri befindet sich im Taurus-Auriga-Komplex und ist Teil der T-Assoziation Taurus T3 und ist darin mit der Dunkelwolke Barnard 18 verbunden, wobei der Stern aber außerhalb des dichten inneren Teils der Wolke liegt.